# Прибислав II
Прибислав II (? — 30 грудня 1178) — князь Ободрицької держави у 1160—1166 роках та Мекленбургу у 1167—1178 роках (як Прибислав I).

## Життєпис
Походив з династії Ніклотинґів. Син Ніклота, верховного князя Ободрицької держави. Вперше згадується у 1158 році, коли разом з братами Вартиславом і Приславом діяв проти саксонців в областях при Ельби, їх війська зруйнували Раценбург. У 1160 році брав участь у невдалому нападі на Любек.
Після загибелі батька у 1160 році продовжив боротьбу проти саксонців разом з братом Вартиславом. Утім з останнім зумів зберегти владу лише над області племені варнів.
Прибислав II та Вартислав вимушені були застосувати партизанську тактику проти військ Генріха Льва Вельфа, герцога Саксонії та Баварії, і Вальдемара I, короля Данії, які тримали свої війська на території ободритів. У 1163 році Вартіслав потрапив у полон під час облоги міста Верле. Утім Прибислав продовжив боротьбу.
У 1164 році Прибислав II зумів відвоювати місто Рерік (Веліград), що німці перейменували на Мекленбург. Слідом за цим заволодів містами Мальхов і Кецін. За цих умов Генріх Лев Вельф рушив проти ободрицького війська (при цьому було страчено Вартислава). Того ж року відбулася вирішальна битва при Ферхені, де саксонсько-голштейнські війська за підтримки данського флоту в запеклій битві завдали поразки Прибиславу II та його союзникам.
Прибислав втратив усі завоювання, втік до Померанії. Того ж року з новими військами рушив проти саксів, спустошив графства Шверін і Раценбург. Боротьба тривала до кінця 1166 року. Зрештою за посередництва цистерціанського місіонера Берно Амелунгборна в абатстві Штольце було укладено мирний договір Прибислава з Генріхом Львом, за яким перший отримав назад область рарогів з місто Реріком-Мекленбургом, область хижан з містами Кессін та Росток. Цим було утворено князівство (у подальшому герцогство) Мекленбург. При цьому Прибислав зобов'язався християнізувати ободритів та визнав зверхність Генріха Лева.
У наступні роки разом з війська Генріха Льва воював проти князівства руян на острові Рюген. У 1171 році заснував монастир Доберан, до кінця життя підтримував Шверінське єпископство. У 1172 році брав участь у хрестовому поході Генріха Льва до Палестини.
Після повернення до Мекленбургу 1173 року уклав шлюб сина з донькою Генріха Льва. У 1178 році помер від поранення під час лицарського турніру в Люнебурзі. У 1219 році перепоховано у монастирі Доберан.

## Родина
Дружина — Воїслава (д/н-1172), донька Вартислава I, князя Померанії. Померла під час пологів.
Діти:
- Генріх Борвін I (д/н-1227), князь Мекленбургу у 1178—1219 роках.
- донька, дружина графа Берхарда фон Поппенбурга.